# Shahrestān di Galugah
Lo shahrestān di Galugah (farsi شهرستان گلوگاه) è uno dei 20 shahrestān della provincia del Mazandaran, il capoluogo è Galugah, una città di 18.720 abitanti (nel 2006). La provincia è suddivisa in due circoscrizioni (bakhsh):
- Centrale (بخش مرکزی)
- Kolbad (بخش کلباد)